# Les temps qui changent
Les temps qui changent is een Franse film van André Téchiné uit 2004.

## Inhoud
Antoine, een ingenieur bouwkunde, ziet in Tanger toe op de bouw van een Arabisch televisiestation, dat wil concurreren met Al Jazeera. Hij heeft zich daar laten aanstellen om een journaliste, Cécile, terug te vinden, op wie hij verliefd was, maar die hij al 30 jaar niet meer gezien heeft. Er ontwikkelen zich diverse verhaallijnen.
Sami, de biseksuele zoon van Cécile uit haar eerste huwelijk, keert terug uit Parijs met zijn vriendin Nadia en haar zoon uit een vorige relatie, om zijn moeder en zijn Marokkaans vriendje Bilal te zien. Nadia wil haar tweelingzus Aïcha zien, een vrome mohammedaanse, die haar zus niet wil ontmoeten omdat die verslaafd is aan de pillen. Cécile is opgesloten in een leeg huwelijk met een joodse arts, die overspelig is, te veel drinkt en terug naar Casablanca wil. Cécile is een volgzame vrouw.

## Rolverdeling
- Catherine Deneuve Cécile
- Gérard Depardieu Antoine Lavau
- Gilbert Melki Natan
- Malik Zidi Sami
- Lubna Azabal Nadia/Aïcha
- Tanya Lopert Rachel Meyer
- Nabila Baraka Nabila
- Idir Elomri Saïd
- Nadem Rachati Bilal

## Prijzen en nominaties
- Internationaal filmfestival van Berlijn
  - Nominatie: Gouden Beer (André Téchiné)

- Césars
  - Nominatie: Beste jong mannelijk talent (Malik Zidi)

- Satellite Awards
  - Nominatie: Beste anderstalige film
  - Nominatie: Beste DVD
  - Nominatie: Beste originele scenario (Pascal Bonitzer, Laurent Guyot en André Téchiné)